# Jean Jaffré
Pour les articles homonymes, voir Jaffré.
Jean Jaffré (29 novembre 1819, Kervignac - 11 avril 1896, Guidel), est un ecclésiastique et homme politique français.

## Biographie
Recteur de la paroisse de Guidel, dans l'arrondissement de Lorient, il fut élu, le 8 février 1871, comme conservateur royaliste représentant du Morbihan à l'Assemblée nationale. Ce fut, avec Dupanloup, le seul ecclésiastique de l'Assemblée. Inscrit à la réunion des Réservoirs, il siégea à droite, fut des 94 signataires de la motion contre l'exil des Bourbons, et, sans paraître à la tribune, vota constamment avec les monarchistes : pour la paix, pour les prières publiques, pour l'abrogation des lois l'exil, pour le pouvoir constituant, contre le retour de l'Assemblée à Paris, pour la chute de Thiers au 24 mai, pour l'état de siège, pour la loi des maires, contre le ministère de Broglie (1874), contre les amendements Wallon et Pascal Duprat, contre les lois constitutionnelles.

## Sources et bibliographie
- « Jean Jaffré », dans Adolphe Robert et Gaston Cougny, Dictionnaire des parlementaires français, Edgar Bourloton, 1889-1891 [détail de l’édition]
- Jean-François Tanguy, « L’abbé Jaffré, paysan, érudit, député d’extrême droite à l’Assemblée nationale », Annales de Bretagne et des Pays de l’Ouest, nos 112-3 ,‎ 2005, p. 175-196 (DOI 10.4000/abpo.1128, lire en ligne, consulté le 21 août 2017).